# Plameni v raju
Plameni v raju je osmi studijski album slovenske rock skupine Big Foot Mama, ki je izšel 29. marca 2018 pri založbi Nika Records. Album je skupina začela snemati v Studiu Wong v Berlinu, izid albuma pa so napovedali z izdajo videospota za singl "Sanja se ti ne" 6. marca (videospot je režiral Ven Jemeršić).
Pred naznanitvijo naslova albuma je skupina na Facebook profilu postopoma razkrivala naslov albuma po nekaj črk na enkrat.
Izbiro naslova je skupina pojasnila na sledeč način: »Gre za alegorijo dvojnosti človekove narave, ki po eni strani večno stremi k nekim idealnim življenjskim vrednotam, hkrati pa se nenehno igra z ognjem... Album pravzaprav vidimo kot zgodbo; ko smo skladbe zložili v določen vrstni red, smo ugotovili, da ima rdečo nit: zvezo dveh ljudi, ki si prizadevata ustvariti svoj osebni raj na zemlji, a se morata prebiti skozi premnoge plamene, preden najdeta svoj mir. In začneta znova...«

## Kritični odziv
V recenziji za revijo Mladina je Gregor Kocijančič o albumu rekel: "Po več kot dvajsetih letih izjemne uspešnosti, po sedmih priljubljenih dolgometražnih albumih in kar dveh kompilacijah največjih uspešnic ima zasedba Big Foot Mama toliko zvestih oboževalcev, da je že povsem vseeno, če njena novonastala dela niso ravno presežna." Kritiziral je dejstvo, da se je skupina na albumu držala preverjenih formul, namesto da bi "ustvarili kaj svežega oziroma vsaj kaj, kar ne bi zvenelo skoraj identično z dosedanjim opusom." Albuma ni številčno ocenil.
Za Rockline je Aleš Podbrežnik pohvalil preprostost albuma in ga ocenil s 4/5. Dodal pa je še: "Da bi se Big Foot Mama drznili kdaj izzvati sami sebe in tako razgibati svoj glasbeni dosje s potencialnim (poljubnim) glasbenim eksperimentiranjem, ostaja seveda vselej opcija, vendar se skupina za ttakšno [sic] potezo zelo verjetno ne bo nikdar odločila."
Za Odzven (SIGIC) je Jaša Lorenčič o albumu pripomnil: "Ravno zato, ker ni za vsako ceno iskala radijskih hitov, kot se lepo pokaže v štrleči "Sanja se ti ne", je to album, kakršen je želel biti Izhod (2012), ker je Važno, da zadane (2007) po trpko raskavem 5ingu (2004) osmislil retro rock osnovo, s katero sta se poigravala Doba norih (2001) in še pred tem Tretja dimenzija (1999). Plameni v raju zato deluje kot tretji album, ki ni prišel po debitantskih Novih pravilih (1995) in po Kaj se dogaja? (1997). Nič novega. Ampak ravno v tem je finta."
Za Rocker.si je Špela Macuh o albumu zapisala: "Če si želite slišati klasično Big Foot Mamo, ki navdušuje še dvajset let, potem vas tudi nov studijski plošček ‘Plameni v raju’ vsekakor ne bo pustil na cedilu. Ravno obratno, melodije vam bodo neverjetno hitro zlezle pod kožo, čez čas pa boste nedvomno osvojili tudi vas besedila, ki jih boste že prav kmalu na koncertu prepevali skupaj s fanti."
Album je Boštjan Tušek na portalu 24ur.com uvrstil na 3. mesto najboljših slovenskih albumov leta.

### Priznanja
| objava   | uvrstitev | seznam                  |
| -------- | --------- | ----------------------- |
| 24ur.com | 3.        | Domači albumi leta 2018 |

## Seznam pesmi
Vse pesmi je napisal Alen Steržaj.
| Št. | Naslov                 | Dolžina |
| --- | ---------------------- | ------- |
| 1.  | „Plameni‟              | 3:58    |
| 2.  | „Jezna na ves svet‟    | 3:06    |
| 3.  | „Temna sila‟           | 3:43    |
| 4.  | „Normalen‟             | 3:45    |
| 5.  | „November‟             | 2:58    |
| 6.  | „Vrag v njej‟          | 3:17    |
| 7.  | „Raj na zemlji‟        | 3:00    |
| 8.  | „Vabilo v maj‟         | 3:03    |
| 9.  | „Nekaj je na njej‟     | 3:18    |
| 10. | „Sijaj‟                | 3:06    |
| 11. | „Sanja se ti ne‟       | 3:48    |
| 12. | „Pot do sonca‟         | 3:02    |
| 13. | „Zlati stolpi Indeina‟ | 3:43    |

## Zasedba
Big Foot Mama
- Grega Skočir — vokal
- Alen Steržaj — bas kitara
- Jože Habula — bobni
- Daniel Gregorič — kitara
- Zoran Čalić — kitara

Tehnično osebje
- Žarko Pak — produkcija